# Hasan Fehmi Efendi
Hasan Fehmi Efendi de malnom Akshehirli (1795/1796-1881), fou xaikh al-Islam otomà. També va ser simultàniament preceptor en cap del Palau (Djami al-Riyasatayn).
Va ocupar diversos lloc i va viatjar amb el sultà a Egipte el 1863. Fou nomenar kadi asker d'Anatòlia el 1867 i després de Rumèlia i el 1868 fou nomenat Shaykh al-Islam; les seves atribucions van ser reduïdes i va tractar d'impedir-ho. Es va crear un nou cos administratiu que s'havia d'ocupar de les lleis de l'ensenyament, abans facultat del Shaykh al-Islam; després es va separar de la seva competència la redacció d'un nou codi civil (conegut com la Medjelle) pel que es va crear una comissió especial presidida per Ahmad Djewdet que fou un equilibri entre les dues tendències, l'occidentalista que volia anar lluny amb un codi proper al francès, i la tendència oposada als canvis, formada pels ulemes i el Shaykh al-Islam. La creació de la Dar al-Funun que havia de ser l'embrió d'una universitat moderna i europea fou un altre atac a les seves facultats. Finalment el setembre del 1871 fou revocat del càrrec, pocs dies després de la mort del gran visir Ali Pasha, que l'havia protegit.
El juliol del 1874 fou nomenat per segona vegada. Es va reproduir l'enfrontament amb els occidentalistes moderats dirigits per Ahmad Djewdet amb qui per un moment va arribar a un modus vivendi. Els darrers vuit mesos foren sota el gran visir Mahmud Nedim Paşa; el 10 de maig de 1876 van esclatar disturbis dirigits tant contra el gran visir com contra el Shaykh al-Islam; a aquest darrer se li recriminava la seva vinculació a un ministre molt impopular, però a més a més ell mateix era impopular entre els ulemes i els estudiants de teologia possiblement per haver-se oposat a Djamal al-Din al-Afgani; el gran visir va oferir als manifestants estudiants la destitució de Hasan Fehmi, però no hi va haver acord i finalment la situació va van acabar amb la destitució dels dos pel sultà l'11 de maig de 1876.
El 1877 fou enviat a Medina on va morir el 1881 amb 85 anys.